# Lijst van rivieren in Slowakije
Dit is een overzicht van de belangrijkste rivieren in Slowakije. De sortering van de lijst is stroomopwaarts.

## Donau
- Donau/Dunaj
  - Tisa (monding bij Novi Sad, Servië)
    - Slaná (bij Tiszagyulaháza, Hongarije)
      - Hornád (bij Ónod, Hongarije)
        - Torysa (bij Nižná Hutka)
        - Hnilec (bij Margecany)

      - Bodva (bij Boldva, Hongarije)
        - Turňa (bij Turňa nad Bodvou)
        - Ida (bij Turňa nad Bodvou)

      - Rimava (bij Vlkyňa)
      - Turiec (bij Tornaľa)
      - Muráň (bij Bretka)

    - Bodrog  (bij Tokaj, Hongarije) - de Bodrog ontstaat bij de samenvloeiing van de Ondava en de Latorica
      - Roňava (bij Sátoraljaújhely, Hongarije)
      - Ondava* (bij Zemplín)
        - Topľa (bij Tušice)

      - Latorica* (bij Zemplín)
        - Laborec (bij Zatín)
          - Uzh/Uh (bij Drahňov)
          - Cirocha (bij Humenné)

  - Ipeľ (bij Szob, Hongarije)
    - Štiavnica (bij Hrkovce)
    - Krupinica (bij Šahy)
    - Krtíš (bij Slovenské Ďarmoty)
    - Tisovník (bij Muľa)

  - Hron (bij Kamenica nad Hronom)
    - Slatina (bij Zvolen)
    - Bystrica (bij Banská Bystrica)

  - Váh (bij Komárno) - de Váh ontstaat bij de samenvloeiing van de Cierny Vah en de Biely Váh
    - Nitra (bij Komárno)
      - Žitava (bij Martovce)
      - Radosinka (bij Lužianky)
      - Bebrava (bij Práznovce)

    - Little Danube/Malý Dunaj (bij Kolárovo)
      - Čierna voda (bij Veľký Ostrov bij Komárno)
        - Dudváh (bij Cierna voda)

    - Dudváh (bij Siladice)
    - Kysuca (bij Žilina)
      - Bystrica (bij Krásno nad Kysucou)

    - Rajčanka (bij Žilina)
    - Turiec (bij Martin)
    - Orava (bij Kraľovany)
    - Revúca (bij Ružomberok)
    - Belá (bij Liptovský Hrádok)
    - Čierny Váh* (bij Kráľova Lehota)
    - Biely Váh* (bij Kráľova Lehota)

  - Morava (in Bratislava-Devín))
    - Myjava (bij Kúty)
    - Chvojnica (bij Holíč)

## Dunajec
- Dunajec
  - Poprad (bij Nowy Sącz, Polen)